# Río Our
El río Our (pronunciación [u:r]; arcaico alemán Ur) es un corto río de la cuenca del Rin que discurre por Bélgica, Luxemburgo y Alemania. Es un afluente por la izquierda del río Sauer/Sûre. Su longitud total es de 78 km. 
La fuente del Our está en las Hautes Fagnes en el sureste de Bélgica, cerca de Manderfeld. Fluye hacia el sur, más o menos a lo largo de la frontera germano-belga, y después de Ouren a lo largo de la frontera germano-luxemburguesa. La ciudad histórica de Vianden queda a lo largo del Our. El Our desemboca en el Sauer en Wallendorf.

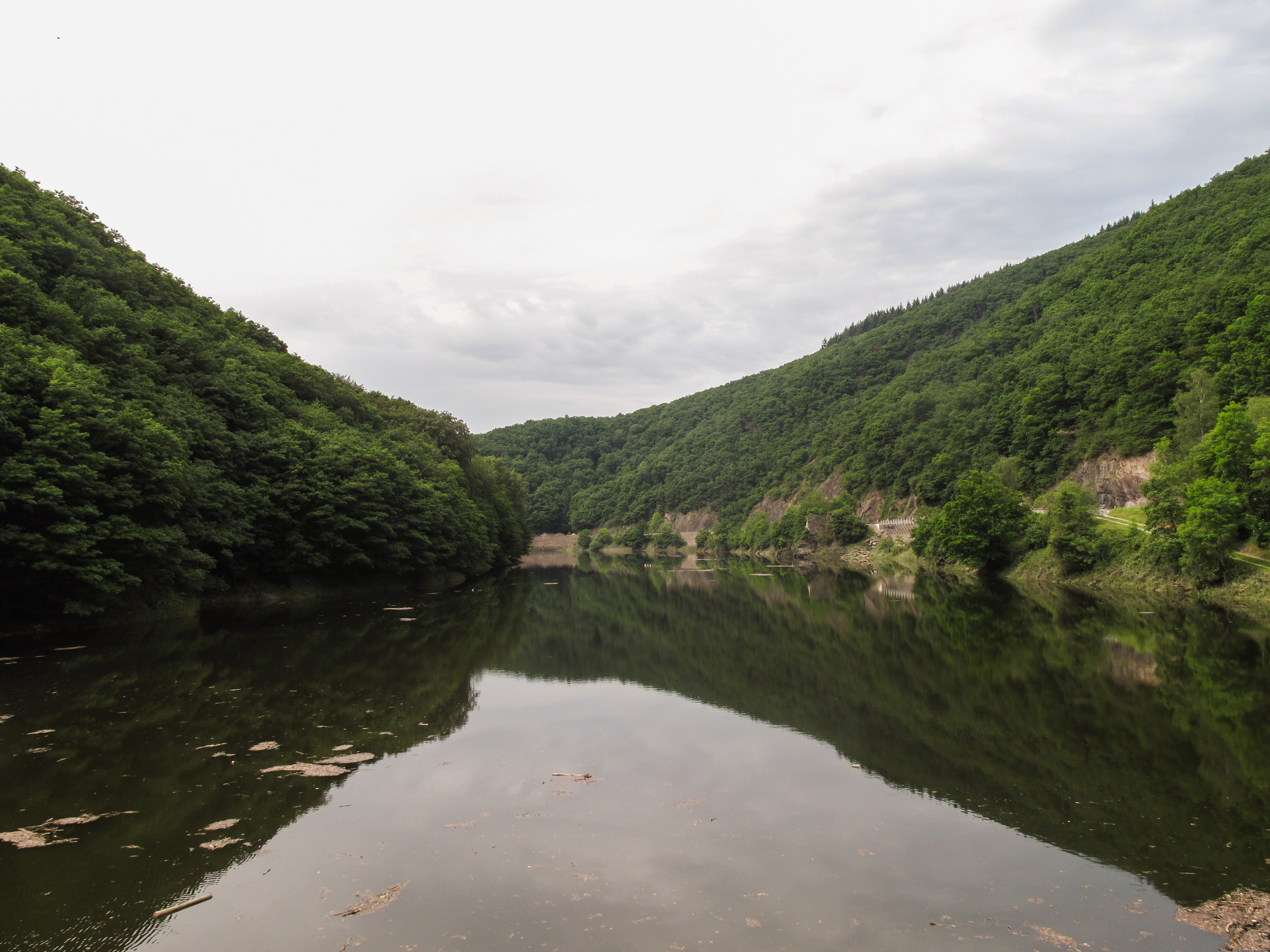
El rio Our cerca Vianden